# Gunnar Utsond

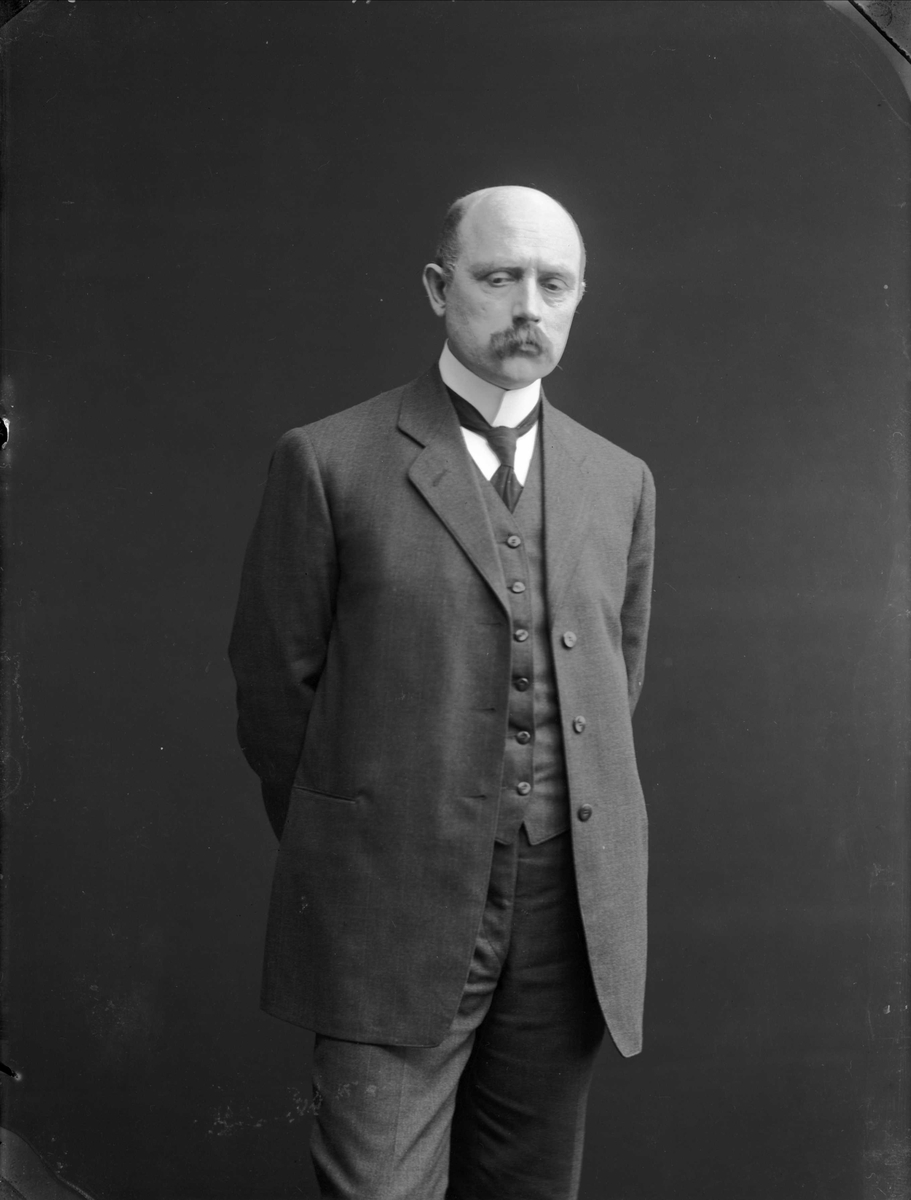
Gunnar Utsond år 1913.

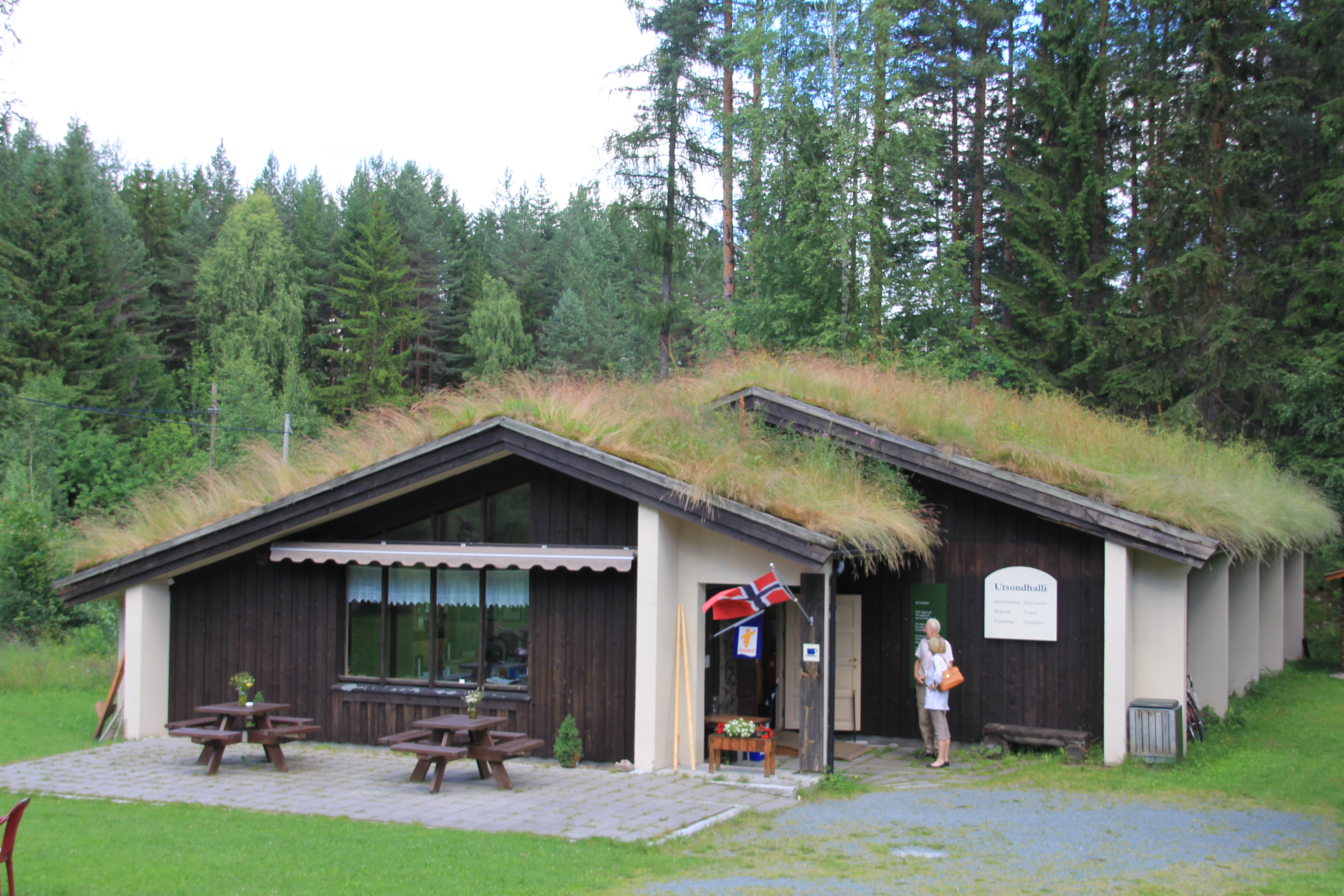
Utsondhalli från 1979 i Kviteseid

Gunnar Karenius Utsond, född 31 augusti 1864 i Kviteseid, död där 27 januari 1950, var en norsk skulptör. 
Familjen flyttade till Utsond och tog namn efter denna plats. Gunnar Utsond utbildade sig vid Tegneskolen i Kristiania under Julius Middelthun redan som sjuttonåring. Han kom till Larvik som utbildad tandläkare 1887, varefter han reste till Köpenhamn året därpå för att utbilda sig till skulptur under tre år för Stephan Sinding. Han for därefter till Paris som stipendiat för att studera vid  Academie Julian och Académie Colarossi. 
Gunnar Utsond debuterade på Christiania Kunstforening 1894 med skulpturen Gutt som spikker. Hans mest kända verk är skulpturen Helferd eller Helhesten, som står vid Sjømannsskolen i Ekebergskråningen i Oslo.  Andra fraamstående verk är Havet återger sina döda (1897) och monumentet av Johan Sebastian Welhaven i Kristiania (1906). Han blev 1909 professor vid den nyinrättade konstakademien i Kristiania och kvarstod på denna post till 1921.